# Burgstall Altenschloss
Der Burgstall Altenschloss ist eine abgegangene mittelalterliche Höhenburganlage auf einer Bergzunge in der Waldflur Pfarrholz rund 1250 Meter westsüdwestlich der katholischen Filialkirche Maria Dolorosa in Katzdorf in der oberpfälzischen Gemeinde Neunburg vorm Wald in Bayern, Deutschland. Er liegt über dem Tal des Berglingbaches, einem Nebengewässer der Schwarzach. Über diese Burg sind keine geschichtlichen oder archäologischen Informationen bekannt, sie wird grob auf mittelalterliche Zeitstellung datiert. Erhalten haben sich von der Anlage nur ein Burggraben und zwei begleitende Wallzüge, die Stelle ist als Bodendenkmal Nummer D-3-6640-0013: Mittelalterlicher Burgstall "Altenschloss" geschützt.

## Beschreibung
Der Burgstall der Spornburg liegt in 441,2 m ü. NN Höhe auf einer nach Westen in das steil eingeschnittene Tal des Berglingbaches hineinragenden breiten Bergzunge, die sich aus der östlich anschließenden Hochfläche erstreckt. Die in etwa dreiecksförmige Burgstelle liegt rund 25 Höhenmeter über dem Talgrund und fällt sehr steil, teilweise auch über senkrechte Felswände an drei Seiten zu Tal ab. Diese von Natur aus sehr gut geschützten Seiten benötigten keinen weiteren Schutz. Nur im Osten, wo das Vorgelände der Burg noch weiter leicht ansteigt, wurde ein nach außen gebogener Burggraben angelegt, der noch drei bis vier Meter tief ist. Beide Enden reichen bis zur Hangkante und haben noch Abraumhügel. Am südlichen Grabenende biegt der Graben nach außen um und bildet eine wenige Meter lange Hangterrasse unterhalb der Hangkante. Dem bogenförmigen Graben begleitet an der Innen- und der Außenseite jeweils ein verflachter Wallzug. Die nutzbare Innenfläche der Burganlage maß 45 × 32 Meter. Es sind keine Fundament- oder sonstigen Baureste erhalten.